# Réczi László
dr. Réczi László (Kiskunfélegyháza, 1947. július 14. –) olimpiai bronzérmes és világbajnok birkózó, ügyvéd, Kiskunfélegyháza díszpolgára.

## Pályafutása
A Kiskunfélegyházi Vasas birkózójaként és a magyar válogatott tagjaként számos világeseményt megjárt. 1973 és 1977 közötti "bronzkorszaka" idején világ- (1973, 1974, 1975) és Európa-bajnoki (1977) bronzérmeket, illetve az 1976-os montréali olimpián légsúlyú kötöttfogású birkózásban szintén egy bronzérmet szerzett. 1977-ben Göteborgban világbajnok lett ugyanebben a versenyszámban. Visszavonulása után ügyvédként helyezkedett el. Jelenleg is Kiskunfélegyházán él.